# Tayıflı
Tayıflı è un comune dell'Azerbaigian situato nel distretto di Oğuz. Conta una popolazione di 613 abitanti.